# Réserve biologique de Bras des Merles - Bras Bémale
La réserve biologique de Bras des Merles - Bras Bémale est une réserve biologique domaniale intégrale de l'île de La Réunion, département d'outre-mer français dans le sud-ouest de l'océan Indien. Elle est située dans le cirque naturel de Mafate, dans les Hauts de la commune de La Possession et au cœur du parc national de La Réunion.
Créée le 14 mars 2002, cette réserve protège 868 hectares situés entre 350 et 2 268 mètres d'altitude de part et d'autre du Bras Bémale et du Bras des Merles.